# MV Tridens
MV Tridens is een Nederlands visserijonderzoekschip dat wordt bemand en beheerd door de Rijksrederij. Het wordt onder andere ingezet voor visserijonderzoek in Europese wateren.